# Luzula abchasica
Luzula abchasica là một loài thực vật có hoa trong họ Juncaceae. Loài này được Novikov mô tả khoa học đầu tiên năm 1989.